# Apol·lònides de Quios
Apol·lònides de Quios (en llatí Apollonides, en grec Ἀπολλωνίδης) fou el cap del partit persa a l'illa de Quios durant l'expedició d'Alexandre el Gran a Pèrsia.
Mentre Alexandre era a Egipte l'illa fou conquerida pels seus almiralls Hegèloc i Amfòters. Apol·lònides va ser fet presoner junt amb altres membres del seu bàndol, i enviats a l'illa Elefantina a Egipte, on van quedar confinats, segons diu Flavi Arrià.